# Consiglio delle Isole
Il Consiglio delle Isole (in portoghese: Concelho das Ilhas), insieme al Consiglio di Macao, era una delle due municipalità in cui era divisa la città di Macao prima della cessione della sovranità alla Cina nel 1999. Questa divisione andava a ricoprire i territori delle isole di Taipa e di Coloane ed era amministrata da una Camera Municipale, supervisionata da un'Assemblea Municipale. Con l'abolizione del Consiglio delle Isole da parte del nuovo governo della RASM, questo municipio fu sostituito temporaneamente dal "Municipio Provvisorio delle Isole". La sua camera municipale e la sua assemblea municipale vennero riorganizzati e presero, rispettivamente, i nomi di "Camera Municipale Provvisoria delle Isole" e "Assemblea Municipale Provvisoria delle Isole". Gli organi provvisori vennero aboliti il 31 dicembre 2001 e rimpiazzati dall'Ufficio per gli affari civici e amministrativi, costituito il 1 gennaio 2002 e subordinato al Segretariato di Amministrazione e Giustizia.

## Sottodivisione
Il Consiglio delle Isole era diviso in 2 parrocchie:
| Freguesia / Parrocchia | Freguesia / Parrocchia                              | Area (km²) 2016 | Populazione 2016 | Densità (/km²) |
| ---------------------- | --------------------------------------------------- | --------------- | ---------------- | -------------- |
|                        | Parrocchia di Nostra Signora di Carmo (氹仔 / 嘉模) | 7.6             | 101.200          | 13.315         |
|                        | Parrocchia di San Francesco Xavier (路環/ 聖方濟各) | 7.6             | 26.700           | 3.513          |